# 孙文友
孙文友（1954年12月—），男，汉族，江西上饶人，中华人民共和国政治人物，曾任中共浙江省委统战部部长，浙江省政协副主席。